# Діти Землі
«Діти Землі» (англ. Earth's Children) — серія епічних історико-фантастичних романів написаних американською письменницею Джін Мері Ауел, про події, які відбувалися приблизно за 30 000 років до наших днів. В серію входить шість романів. Раніше Ауел в інтерв'ю згадувала, що буде сьомий роман але рекламні повідомлення до шостого роману підтвердили, що це остаточна редакція шостої книги.

## Загальні відомості
Серія описує події в Європі (територія сучасної України, Румунії, Франції) під час епохи пізнього палеоліту, після періоду відкриття першої кераміки, але до настання останнього льодовикового максимуму (20 000–18 000 років тому) останнього льодовикового періоду. Книги присвячені періоду співіснування кроманьйонців та неандертальців .
В цілому серія — це історія про особисті відкриття героїні: дорослішання, винахідництво, культурні складності, та, починаючи з другої книги, явний романтичний секс. Розповідь йде про Ейлу, кроманьйонську дівчинку-сироту, яку усиновило і виростило плем'я неандертальців і яка пізніше вирушає у подорож, щоб знайти «інших» (кроманьйонців), зустрічаючи по дорозі багато труднощів, свою першу любов Джондалара та продовжує подорожувати з ним.
Сюжетна лінія частково містить розповідь про подорожі, в яких двоє закоханих направляються з регіону сучасної України до дому Джондалара у теперішню Францію, складним шляхом вверх по долині річки Дунай. У третьому та четвертому романах вони зустрічаються з різними групами кроманьйонців, вивчаючи їх культуру та життєвий побут. У п'ятому романі, пара нарешті повертається до південно-західної Франції, до племені Джондалара. Серія включає в себе дуже детальний акцент на ботаніці, гербології, трав'яній медицині, археології та антропології, але вона також містить значну кількість романтики, кризу у відносинах, і використовує значну літературну вільність — приписуючи певні досягнення та історичні винаходи для головних героїв.
Крім того, серія включає в себе низку останніх археологічних та антропологічних теорій, а також поняття схрещування кроманьйонців з неандертальцями. Авторське трактування нетрадиційної сексуальної практики (яка є центральною в гіпотетичних релігіях, орієнтованих на природу) і часті відверті описи сексуальних відносин, дозволили серії зайняти почесне двадцяте місце у списку «100 найпопулярніших книг 1990—1999 років» Американської бібліотеки.

## Книги

### Клан печерного ведмедя
Перша книга «Клан печерного ведмедя» вийшла у вересні 1980 року і є історією розвитку та становлення людства, в доісторичній південно-східній Європі під час льодовикового періоду, перед останнім його максимумом. Роман знайомить читача з найрізноманітнішими темами, включаючи побут та звичаї неандертальців, фітотерапію, антропологічно-археологічні міркування. Книга знайомить нас з Ейлою, молодою дівчиною, що належить до титульного клану неандертальців, але яка не схожа на своїх однолітків, відрізняючись від них стрункою високою статурою, гострим розумом, а особливо світлим кольором шкіри та довгим золотистими волоссям.

### Долина коней
«Долина коней» була випущена у вересні 1982 року. Ейла, вигнана з клану, була змушена дотримуватися порад, які їй дала покійна прийомна мати Іза. Вона вирушає на пошуки «інших» — тобто таких людей, як вона сама: європейський кроманьйонський Homo sapiens, або люди ранньої епохи. Вона знаходить печеру на високому стрімчаку берега великої річки, в якій сама прожила кілька років.

### Мисливці на мамонтів
Третя книга з серії «Мисливці на мамонтів» вийшла восени 1985 року. У ньому детально описано особисте зростання Ейли, коли вона вчиться вживатися в суспільство широко розрізнених людей з їх непередбачуваною поведінкою, таємничими мотиваціями та звичками.

### Шлях через рівнину
«Шлях через рівнину» вийшов у листопаді 1990 року. Ейла та Джондалар подорожують на захід, на батьківщину хлопця, в Зеландонію, зустрічаючи на шляху небезпеки як від природи, так і від людей. Їх поступки часто спонукають людей, які їм зустрічаються, до більш широкого погляду на дійсність та сприйняття нових ідей.

### Під захистом каменю
«Під захистом каменю» було випущено 30 квітня 2002 року. Ейла та Джондалар дістаються до дев'ятої печери Зеландонії, дому хлопця, готуються одружитися і народити дитину. Але на жаль, в житті ніколи не буває просто, особливо, якщо це стосується жінки на ім'я Ейла.

### Земля розмальованих печер
29 березня 2011 року була опублікована «Земля розписаних печер», шоста та остання частина серії «Діти Землі». Автор цитує у вересні 2010 року, що в книзі Ейлі зараз близько 25 років і вона готується стати духовним лідером Зеландонії. Її підготовка включає низку цікавих і небезпечних подорожей.

## Оточення
Оскільки події твору відбуваються під час Вюрмського зледеніння, популяція людей тоді була не чисельною, виживали здебільшого мисливці та збирачі. До відкриття металів основними матеріалами, які доісторичні люди використовували для виготовлення своїх знарядь праці, були дерево, шкіра, кістки і роги тварин та каміння — зокрема кремінь .

### Люди
У серії книг дві культури ділять між собою ресурси, простір та намагаються вижити: «клан», як називають себе неандертальці, та кроманьйонці (яких Ейла та члени її клану називають «іншими»). Раси досить різні в культурі, суспільстві та технологіях, але з деяким подібними ознаками: обидва залежать від кременю для своїх інструментів; обидва усвідомлюють важливість вогню та використовують його у побуті; обидва займаються полюванням і збиральництвом: ягід, трав, їстівних коренів, злаків, грибів тощо.
Фізіологічно члени клану масивніші й ширші будовою тіла, але також нижчі за «інших». Вони дуже повільно сприймають зміни та інновації, і все ще ганяються за тваринами, щоб їх вполювати, тоді як кроманьйонці в полюванні використовують різні інструменти та прийоми для полювання. Інструменти, одяг та побутовий інвентар клану аналогічно менш вишуканий, а іноді і менш ефективний, ніж у їхніх кроманьйонських родичів, в яких знаряддя та інші речі є більш технологічними і більш ефективними.
Небажання клану змінюватися описується автором як функція їх пізнання; вони описуються як залежні від їх расово-генетичної пам'яті. Пересічній дитині клану потрібно лише «нагадати» про щось, щоб вона могла це засвоїти і постійно використовувати, хоча висококваліфіковані завдання все ще потребували повторюваної практики. Крім того, необхідність кодувати все в дитячому мозку збільшила середній розмір голови неандертальця до того, що до моменту подій описаних в першому романі у клану виникали проблеми народжуваності дітей з великими головами — ознака того, що їхній еволюційний розвиток добігав свого кінця.
«Плоскі голови», як «інші» називають неандертальців (завдяки виразному нахилу чола), також мають набагато обмежений голосовий репертуар, ніж «інші», і значною мірою більше спілкуються за допомогою мови жестів, хоча могли вимовляти слова, які іноді використовувалися для підсилення жестів. Ейла описує цю незвичну мову, виражену особливою поставою тіла, мімікою та іншими фізичними діями — словом: мова тіла — яка може розширювати та розширювати основний словник ручних сигналів. Кроманьйонець, що спостерігає за Ейлою, яка демонструє переклад мови неандертальців, характеризує цю мову як танцювальну та елегантну.
З цієї причини члени клану дуже добре вміють читати мову тіла, тому їх важко обдурити; в той час як людина може вимовити неправду мовою жестів, але положення тіла її видасть. Тому, намагання говорити неправду чуже клановій культурі — факт, який вимагав від Ейли деякого часу для концептуалізації та розуміння. Однак член клану може «утриматися від згадки» про те, про що він вважав би за краще, щоб інші люди цього не знали, навіть якщо його постава виявить залишкові докази, що щось ним приховується. Культурні конвенції, на думку автора книг, змушували інших членів клану ігнорувати приховування через звичайну ввічливість, хоча, знову ж таки, Ейла не до кінця розуміла цю концепцію.
Нарешті, неандертальці в цілому володіють не лише розмовною, щоденною «локалізованою» мовою, але й більш формальною «давньою» або «духовною мовою», яка використовується для спілкування з предками і зрозумілою для кожного члена всіх клані, де б вони не жили. Ця мова сприяє легкому спілкуванню на міжрегіональних зустрічах різних кланів і не вимагає багатомовності, яку повинні були набувати «інші» стикаючись з членами інших племен. Ця «мова духу» не має розмовних слів, крім особистих імен, і її користувачі, як правило, посилаються на себе від третьої особи.
У контексті Д. Ауел наші предки-люди, кроманьйонці або «інші», як правило, дивляться на «плоскоголових» як на тварин, навряд чи краще, ніж на ведмедів (відсутність чіткої голосової мови є основним фактором цієї точки зору). В свою чергу, «клан», схоже, також не має особливих симпатій щодо «інших», крім того, що їх розмовну мову розглядає як лелечий клекіт та ознаку їх недостатнього інтелекту. Тому вони зробили висновок, що найкраще буде просто уникати кроманьйонців.
Будучи точною до сучасних наукових досліджень, автор допускає, що кроманьйонці та неандертальці були здатні схрещуватися і давати спільне потомство. Діти змішаної раси, як правило, не сприймаються жодною з груп. Як і в багатьох історичних культурах, «неправильні» кланові діти, як правило вбивалися, тоді як «інші» могли дозволити таким дітям жити, але відносилися до них з упередженням та огидою. Такі діти та їхній досвід входять у сюжет кількох книг цієї серії.

### Організація життя
«Клан» — загальний термін; кожен неандерталець є членом клану. Повсякденно вони живуть у менших племенах, які також називаються «кланами», і названі на честь людини, яка їх очолює; наприклад, Ейла прийнята в клан Бруна. Пізніше, коли Брун склав з себе повноваження вождя, і передає керівництво кланом своєму синові Бруду, він стає відомим як клан Бруда. Кожні сім років клани з найближчих районів збираються на зборах кланів; єдиний збір, зображений автором налічував приблизно 250 чоловік. «Клан» здебільшого мав патріархальні звичаї: жінки не мають права полювати, виготовляти мисливські знаряддя, керувати кланом або стати Моґ-уром (духовним лідером чи шаманом). Але чоловіки не можуть стати жінками-медиками, робота майже так само престижна, як і лідер клану. На відміну від інших жінок, статус яких залежить від статусу їхніх чоловіків, жінка-медик має статус сама по собі і може, якщо її лінія достатньо відома, навіть перевершити чоловіка лідера.
«Діти Землі» — загальний термін; що означає належність до людей та їх печер. Кожна культура має свою назву (наприклад, «Зеландонія» означає «Діти Великої Матері Землі, які живуть на Південному Заході») і може поділятися на менші печери чи табори (Двадцять дев'ята печера Зеландонії, табір Левів Мамутої тощо). Цікаво, однак, що більшість назв культур включає в себе слова назви «Великої Матері Землі»: Доні в Зеландонії, Мута в Мамутої («Діти Великої Матері Землі, які полюють на мамонтів»), «Гея в Сунгеї» (переклад невідомий) тощо. Їх культура набагато більш егалітарна, з різними поворотами і звичаями. Наприклад, лагерами Мамутої керують старости (як чоловіки, так і жінки), які є біологічними або усиновленими дітьми, братами (сестрами). А Шарамудої, народ, який живе наполовину на суші, наполовину на воді Великої Матері-річки, утворює складні партнерські системи між річковою парою (Рамудої) та земельною (Шамудої). Кожен рік народ, як правило, збирається на «Літні зустрічі», під час яких відбувається ряд важливих церемоній, наприклад таких як матримоніал.

### Релігія
«Клан» поклоняється духам тварин, особливо Урсусу — печерному ведмедю, бо, як розказується в одній із найвідоміших легенд клану, саме «Дух Великого печерного ведмедя» навчив клан носити хутро, жити в печерах, зберігати і збільшувати запаси в сезони достатку, щоб пережити холодну зиму. Честь урсуса — це те, що пов'язує клан як народ, і саме тому церемонія ведмедя та свято урсуса, що слідує за ним, які проводяться на «Зборі кланів», є найвищими релігійними ритуалами клану. Як описано у розділі 22 «Клану печерного ведмедя», дорогою на «Збір кланів» клан Бруна побачив живого печерного ведмедя:
|  | «Це був більше ніж приголомшливого розміру звір, це був сам Урсус, їх великий покровитель і захисник, що уособлював в собі дух «клану». Він був їхнім родичем, і більше, він втілював їхню саму суть. Навіть його кістки були настільки священними, що могли відвернути будь-яке зло. Спорідненість, яку вони відчували, була духовною зв'язкою, набагато більш значущою, ніж будь-яка фізична. Саме завдяки його духу всі клани були об'єднані в одне ціле, змушуючи їх долати величезні труднощі небезпечного шляху заради «Великого зібрання кланів». Саме його суть зробила їх кланом, Кланом Печерного ведмедя». |

Усім членам клану при народженні присвоюється свій дух — «тотем», який визначав моґ-ур за допомогою медитації. У кожного окремого клану є свій власний моґ-ур, але той, який був клані, до якого приєднується Ейла, — традиційно визнається першим серед всіх моґ-урів. Тотем хлопчиків відзначається ритуальним татуюванням цього тотема, що було частиною церемонії, яка відзначає їх перехід від дитини до дорослої людини після здобуття ними першої мисливської здобичі. Вважається, що люди також мають властивості особистості, які подібні до їх тотемного духу; яскравий приклад — Бруд: швидкий загартований, впертий і непередбачуваний, як волохатий носоріг (його тотемний дух). Тотеми також відповідають за вагітність; вважається, що місячний час жінок є їх тотемом, який захищає їх від чоловічих тотемів; з цієї причини жіночі тотеми майже незмінно слабкіші, ніж чоловічі. Якщо чоловічий тотем виявиться сильнішим, жінка завагітніє. Якщо тотем недостатньо сильний, він може попросити допомоги одного або декількох інших тотемів. Для Ейли Креб — моґ-ур клану, ніяк не міг визначити тотем. Йому довелося використовувати глибоку медитацію, щоб знайти його. І нарешті він побачив видіння, в якому печерний лев йшов поряд з печерним ведмедем. Тотемом молодої кроманьйонки був печерний лев, який залишив на її нозі сліди своїх пазурів. Учень Креба Гув також припускає, що тотемом Ейли може бути Печерна левиця, хоча це визначення стало безпрецедентним за всю історію кланів, так як вважалося що ніяка жінка, не може мати такий сильний тотем, який може зрівнятися за силою навіть з печерним ведмедем.
Клан також вважає, що якщо хтось пережив атаку печерного ведмедя, це означає, що ця людина зараз знаходиться під захистом урсуса і може претендувати на тотем печерного ведмедя, крім тотема, який їм був присвоєний в ранньому дитинстві. На відміну від інших тотемів клану, для печерного ведмедя немає специфічної позначки, і печерний ведмідь, як вважається, не відіграє ролі в зачатті, хоча може бути покликаний допомогти підкорити незвично сильний тотем жінки. У «Клані Печерного ведмедя» двоє людей, Креб та чоловік, який був поранений печерним ведмедем на Зборі кланів, описуються як «обрані» печерним ведмедем.
«Інші» поклоняються «Великій Матері Землі», а деякою мірою і Місяцю, її «Справедливому Небесному Товаришу». Велика земна мати має багато імен, залежно від мов племен, але їй поклоняються беззастережно всі племена, як джерелу безмежної щедрості і життя, її зображення вирізаються скрізь. Обряди вірувань та настанови «інших» здійснюють духовні провідники обох статей, які мають в кожного народу свої назви залежно від їх мов. Серед більшості описаних народів духовні провідники (служителі), відмовляються від своїх особистих імен на користь імені свого народу і бога. Щоб уникнути плутанини, серед Зеландонії, вони зазвичай приймають додатки до номера своєї печери (наприклад: Зеландоні з Дев'ятої печери, Перший Служитель Зеландонії з Другої печери та ін.). Як і у кланів, духовні служителі, загалом визнаються за свої особисті заслуги (або обираються).

### Секс та розмноження
Д. Ауел включила секс у свою доісторичну серію романів кількома оригінальними способами. Хоча ні «клан», ні «інші» не практикують моногамії, головна різниця полягає в тому, що в неандертальців секс можна трактувати як суто фізичну потребу, тоді як в кроманьйонців він завжди пронизаний чимось святим. Для «інших» нічого так не прийнятне, ніж секс без згоди, а сексуальні ритуали становлять значну частину їхньої культури.
В клані існує «знак руки», який може подавати жінці тільки чоловік, він означає, що чоловік бажає вступити з нею в інтимні стосунки. Будь-який чоловік клану (самець, який здійснив своє перше успішне полювання) може подати знак руки будь-якій жінці клану (жінці, яка перенесла менархе), якщо він відчує необхідність «полегшити свої потреби», незалежно від її подружнього статусу. Оскільки клан вважає, що немовлят створюють тотемами і не мають ніякого поняття про зв'язок між статевим актом і зачаттям, походження і успадкування дитини йде по материнській лінії (матрилінійність), але всі діти, які знаходяться в сім'ї чоловіка, вважаються його спадкоємцями (особливо це стосується сина лідера клану, який автоматично стає майбутнім лідером), і він, забезпечує свою сім'ю і навчає синів полювати. Хто укладе з ким родинні зв'язки, для утворення сім'ї, вирішує виключно чоловік, хоча мудрі вожді клану і шамани, звичайно, враховують почуття майбутньої нареченої; бо навіть одне спірне парування може спричинити неприємності для клану.
Статева зрілість є предметом напіврелігійних звичаїв і обрядів «інших», які відбуваються на «Літніх зустрічах». Щороку зрілі жінки добровільно стають статевими вихователями хлопчиків, які досягли зрілості. Ці жінки часто вагітніють до кінця літа, що, як вважають, Велика Мати Землі відзначила їх благочестя. Молоді жінки, які досягли зрілості, є предметом куди більш офіційної церемонії під назвою «Перші обряди», в якій її ритуально позбавляють невинності чоловіки (часто для цього спеціально обирають її друга чи родича). Нарешті, під час «Свята Матері», яке проводиться в різний час року, чоловіки та жінки можуть вільно вступати в статеві стосунки з ким завгодно. Тому такі стосунки розмивають лінії спадковості, і походження та успадкування дитини, як правило, простежується лише по материнській лінії.
Гомосексуальні стосунки зображуються як прийнятні, але дуже рідкі. У Зеландонії є щонайменше одна пара чоловіків-гомосексуалів.

## Англійське видання серії
- Джін М. Ауел: «The Clan of the Cave Bear» («Клан печерного ведмедя»). Видавництво «Crown Group», New York 1980, ISBN 0-517-54202-1.
- Джін М. Ауел: «The Valley of Horses» («Долина коней»). Видавництво «Crown Group», Нью-Йорк, 1982, ISBN 0-517-54489-X.
- Джін М. Ауел: «The Mammoth Hunters» («Мисливці на мамонтів»). Видавництво «Crown Group», Нью-Йорк, 1985, ISBN 0-517-55627-8.
- Джін М. Ауел: «The Plains of Passage» («Шлях через рівнину»). Видавництво «Crown Group», Нью-Йорк, 1990, ISBN 0-517-58049-7.
- Джін М. Ауел: «The Shelters of Stone» («Під захистом каменю»). Видавництво «Crown Group», Нью-Йорк, 2002, ISBN 0-553-28942-X.
- Джін М. Ауел: «The Land of Painted Caves» («Земля розмальованих печер»). Видавництво «Crown Group», Нью-Йорк, 2011, ISBN 978-0-517-58051-6.